# Germain Lenormand
Pour les articles homonymes, voir Lenormand.
Germain Lenormand, né le 15 août 1742 à Rouen où il est mort le 2 mars 1806, est un mathématicien et éducateur français.

## Biographie
Après avoir fait ses études à Paris, Lenormand occupa successivement divers emplois dans la Ferme générale et les Aides où il s’attira l’estime de ses supérieurs, et fut même le secrétaire de deux d’entre eux. Lorsque la Révolution abolit la Régie des Fermes, Lenormand pensa pouvoir profiter des études qu’il avait faites dans sa jeunesse pour se livrer à l’instruction. Un Journal classique destiné à l’éducation de l’adolescence et de la jeunesse, ouvrage assez considérable, resté inédit, donna une idée si avantageuse de sa capacité à une certaine époque de la révolution, qu’il fut nommé principal des écoles françaises publiques de la commune de Rouen. Lorsque ce poste fut par la suite supprimé, Lenormand n’en continua pas moins d’exercer avec zèle sa profession d’instituteur primaire à Rouen.
Nommé un des élèves envoyés pour le département de la Seine-Inférieure à l’École normale de Paris, Lenormand entretint une correspondance assez suivie avec l’abbé Sicard qui lui rendit ce témoignage honorable : « Le sieur Germain Lenormand, du district de Rouen, m’a fait passer plusieurs observations sur la classification des Lettres, sur la nature de leur prononciation, sur les moyens de rendre infiniment plus faciles les premiers moyens d’instruction ; c’est un instituteur précieux qui me communique avec un zèle infatigable les fruits d’une longue expérience. Il serait trop long d’analyser ses principes. Je crois plus utile d’en prendre tout ce qui ne contrariera pas ce qui a été réglé dans les expériences sur cet objet. Il parait craindre quelques inconvénients de la classification nouvelle que j’ai proposée, et il voudrait qu’on conservât l’ancienne pour l’usage des Dictionnaires. Je ne vois pas d’inconvénients à réunir les deux classifications dans un même tableau. »
En 1793, chargé de l’administration provisoire de la fabrique de Notre-Dame, il supervisa la destruction de la cloche de Georges d’Amboise.
Lenormand se livra dans la suite à l’étude du nouveau système des poids et mesures instauré par la Révolution, et il n’épargna aucune peine pour en faciliter la pratique. Il composa divers ouvrages dans ce dessein. Lenormand, qui saisissait toutes les occasions d’éclairer la théorie par la pratique, composa un essai après avoir, rempli quelque temps la place de Jaugeur des navires, poste dont la continuation de la guerre entraîna la suppression. Nommé traducteur des poids et mesures, il composa également un petit ouvrage sur le sujet. Lenormand remplit aussi les fonctions de vérificateur des poids et mesures, mais cette vérification se fit par la suite à la préfecture.
Calculateur infatigable et laborieux au génie fécond, inventif et original, Lenormand fut membre de la Société libre d’Émulation de Rouen, pour le progrès des Sciences, des Lettres et des Arts.

## Publications
- La Clef du système métrique et du calcul décimal, ou l’analyse des poids et mesures, Rouen, Renault, an VII, in-8°, 160 p.
- Le Traducteur des poids, mesures et monnaies, Rouen, Renault, an VIII, in-12.
- Essai sur l’art de jauger les Vaisseaux cylindriques et les Navires marchands.

## Sources
- Édouard Frère, Manuel du bibliographe normand, t. 2, Rouen, Le Brument, 1860, p. 210.
- Philippe-Jacques-Étienne-Vincent Guilbert, Mémoires biographiques et littéraires par ordre alphabétique sur les hommes qui se sont fait remarquer dans la Seine-Inférieure, t. 2, Rouen, F. Mari, 1812, p. 152-5.